# Соната за клавир и виолончело у е-молу
Соната Ј. Брамса, бр.1, оп 38., у е-молу, за виолончело и клавир, настала је у периоду од 1862. до 1865. године. Она је оригинално написана као клавирски квинтет. Разлог дугог временског периода стварања ове сонате је да Брамс није био задовољан својим ранијим стваралаштвом, те се трудио да напише савршено дијело. Неколико година касније, соната је аранжирана за клавир и виолончело, при чему се ставља акценат на клавир. Оригинални назив композиције је: Sonate für Klavier und Violoncello (Соната за клавир и виолончело).

## Ставови
Соната броји три става, од којих је први став (Allegro non troppo) најдужи и траје већину извођачког времена.
1. (е-мол)
2. (а-мол)
3. (е-мол)